# Nokia Asha 303

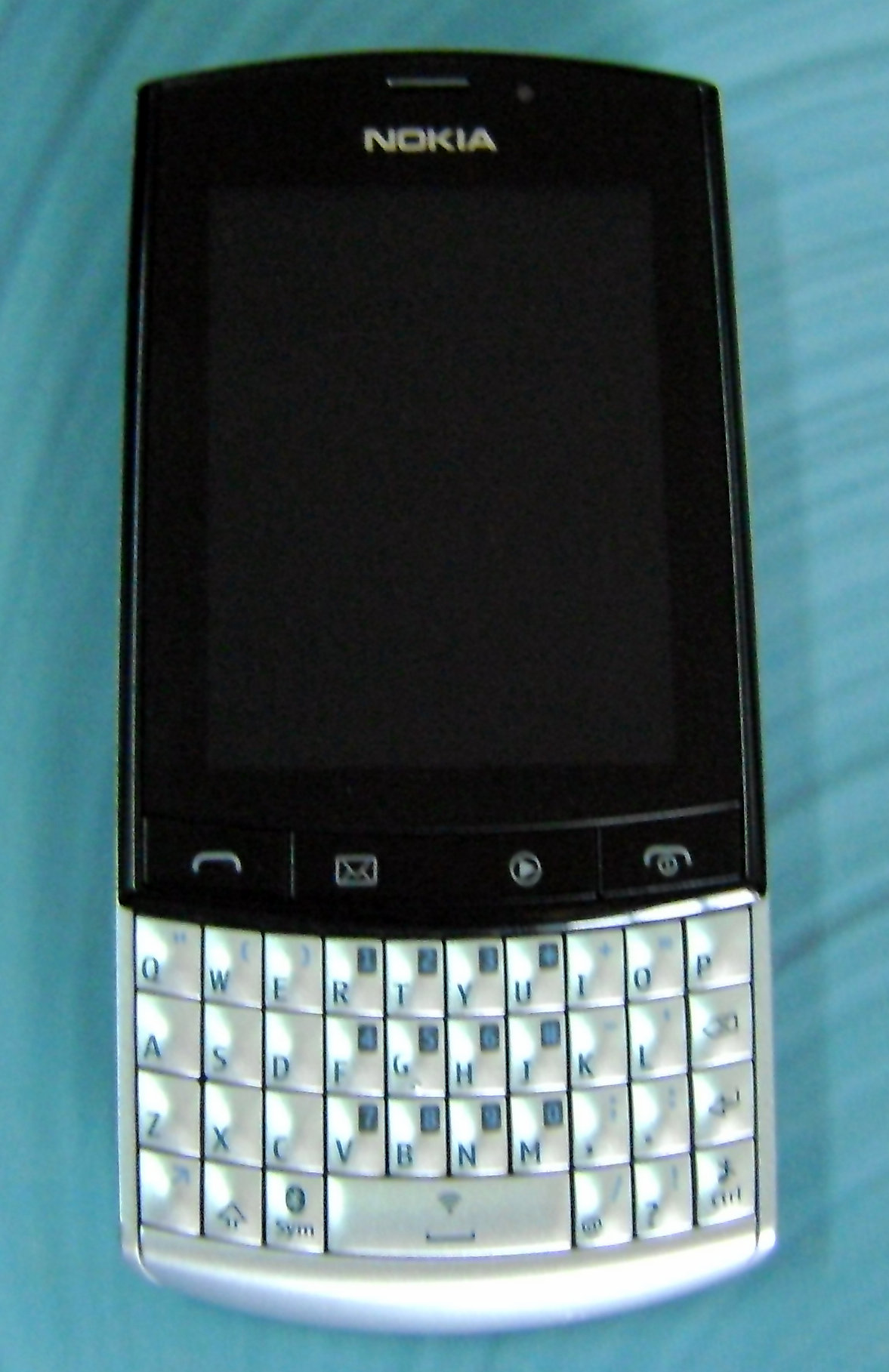
Nokia Asha 303.

Le Nokia Asha 303 est un téléphone mobile muni d'un clavier QWERTY tournant sur une plateforme Nokia's Series 40 et optimisé pour la messagerie. Il a été annoncé au Nokia World 2011 de Londres parmi trois autres modèles Asha - Les Nokia Asha 200, 201 and 300. Le 303 est considéré comme le porte-drapeau de la famille de téléphones Asha. Ses principales caractéristiques sont le clavier QWERTY et son écran tactile capacitif, la réception 3G dans 5 bandes de fréquence, la VoIP basée sur le protocole SIP et disponible en 3G et Wi-Fi ainsi que la compatibilité avec les jeux Angry Birds ce qui était du jamais vu jusqu'ici dans la famille Series 40. Nokia Asha 303 est disponible en plusieurs langues dont la liste dépend de la région ciblée. Les modèles vendus en Asie du Sud disposent d'au moins huit langues préinstallées : anglais, Hindi, Gujarati, Marathi, Tamil, Kannada, Telugu et Malayalam.

## Historique et disponibilité
Le Nokia Asha 303 a été annoncé au Nokia World 2011 à Londres. Peu après, il a été introduit en Chine, Eurasie, Europe, Inde, Amérique Latine, Moyen Orient et Asie du Sud. Son prix suggéré était de 115 € hors taxes.

## Hardware - Matériel

### Processeurs
Le Nokia Asha 303 utilise le même module 1 GHz ARM11 que les téléphones Symbian Belle tels que les Nokia 500, 600 and 700 mais, à l'inverse de ces derniers, il ne dispose pas de la carte graphique (GPU) Broadcom, non supportée par les Nokia Series 40. Le système dispose 128 Mo de mémoire RAM à faible consommation et à canal unique (Mobile DDR).

### Écran et connectique
Le Nokia Asha 303 possède un écran tactile LCD capacitif de 2,6 pouces (66 mm) (à 1 point) avec une définition de 320 × 240 pixels (QVGA, 154 ppi). En comparaison du Nokia C3-00, son écran est plus haut et plus large (mode portrait). Selon Nokia, il dispose d'une définition de 262 000 couleurs. L'appareil dispose également d'un clavier rétro-éclairé de quatre rangées, variant en fonction de la région de commercialisation (QWERTY, QWERTZ, AZERTY, etc.).
L'appareil photo arrière dispose d'une profondeur de champ augmentée (aucun zoom optique), sans flash mais un zoom numérique 4× pour la photo et la vidéo. Son capteur est de 3,2 mégapixel (2048 × 1536 px), avec une ouverture de f/2.8 et une distance focale de 50 cm à l'infini. Il peut réaliser des enregistrements vidéo de 640 × 480 px à 15 fps et son mono.